# کریستوفر اولیوارس
کریستوفر اولیوارس (انگلیسی: Christopher Olivares؛ زادهٔ ۳ آوریل ۱۹۹۹) بازیکن فوتبال اهل پرو است که در حال حاضر در پست مهاجم برای اسپورتینگ کریستال بازی می‌کند.
وی همچنین در تیم‌های ملی فوتبال زیر ۱۷ سال پرو و زیر ۲۰ سال پرو بازی کرده‌است.